# Parawithius nobilis ecuadoricus
Parawithius nobilis ecuadoricus es una subespecie de arácnido del orden Pseudoscorpionida de la familia Withiidae.

## Distribución geográfica
Se encuentra en Ecuador y Perú.